# Australian Open 2023 - Doppio maschile in carrozzina
Alfie Hewett e Gordon Reid erano i campioni in carica e si sono confermati campioni per la quarta volta consecutiva, battendo in finale Maikel Scheffers e Ruben Spaargaren con il punteggio di 6-1, 6-2.

## Teste di serie
1. Martín de la Puente /  Gustavo Fernández (quarti di finale)

1. Alfie Hewett /  Gordon Reid (campioni)

## Tabellone

### Legenda
| - Q = Qualificato - WC = Wild card - LL = Lucky loser | - ALT = Alternate - SE = Special Exempt - PR = Protected Ranking | - w/o = Walkover - r = Ritirato - d = Squalificato |

|  | Semifinali | Semifinali                            | Semifinali                            | Semifinali | Semifinali |  |  | Finale | Finale                            | Finale                            | Finale                   | Finale                   |   |   | Finale | Finale                            | Finale                            | Finale | Finale |  |
|  |            |                                       |                                       |            |            |  |  |        |                                   |                                   |                          |                          |   |   |        |                                   |                                   |        |        |  |
|  | 1          | Martín de la Puente Gustavo Fernández | Martín de la Puente Gustavo Fernández | 5          | 5          |  |  |        |                                   |                                   |                          |                          |   |   |        |                                   |                                   |        |        |  |
|  |            | Maikel Scheffers Ruben Spaargaren     | Maikel Scheffers Ruben Spaargaren     | 7          | 7          |  |  |        | Maikel Scheffers Ruben Spaargaren | Maikel Scheffers Ruben Spaargaren | 6                        | 6                        |   |   |        |                                   |                                   |        |        |  |
|  |            | Casey Ratzlaff Ben Weekes             | Casey Ratzlaff Ben Weekes             | 2          | 2          |  |  |        | Alexander Cataldo Tom Egberink    | Alexander Cataldo Tom Egberink    | 3                        | 2                        |   |   |        |                                   |                                   |        |        |  |
|  |            | Alexander Cataldo Tom Egberink        | Alexander Cataldo Tom Egberink        | 6          | 6          |  |  |        |                                   |                                   |                          |                          |   |   |        | Maikel Scheffers Ruben Spaargaren | Maikel Scheffers Ruben Spaargaren | 1      | 2      |  |
|  |            | Daisuke Arai Takashi Sanada           | 6(6)                                  | 7          | [10]       |  |  |        |                                   | 2                                 | Alfie Hewett Gordon Reid | Alfie Hewett Gordon Reid | 6 | 6 |        |                                   |                                   |        |        |  |
|  |            | Ben Bartram Tokito Oda                | 7                                     | 5          | [5]        |  |  |        | Daisuke Arai Takashi Sanada       | Daisuke Arai Takashi Sanada       | 4                        | 4                        |   |   |        |                                   |                                   |        |        |  |
|  |            | Joachim Gérard Takuya Miki            | Joachim Gérard Takuya Miki            | 0          | 3          |  |  | 2      | Alfie Hewett Gordon Reid          | Alfie Hewett Gordon Reid          | 6                        | 6                        |   |   |        |                                   |                                   |        |        |  |
|  | 2          | Alfie Hewett Gordon Reid              | Alfie Hewett Gordon Reid              | 6          | 6          |  |  |        |                                   |                                   |                          |                          |   |   |        |                                   |                                   |        |        |  |